# Garather SV
Der Garather SV (offiziell: Garather Sportverein 1966 e. V.) ist ein Sportverein aus dem Düsseldorfer Stadtteil Garath. Die erste Fußballmannschaft der Frauen nahm einmal am DFB-Pokal teil.

## Geschichte
Der Verein wurde im Jahre 1966 gegründet. Neben Fußball bietet der Verein auch Boule/Pétanque, Judo, Tennis, Tischtennis und Turnen an. Heimspielstätte der Fußballabteilung ist die Bezirkssportanlage Garath.

### Fußball
Die Fußballerinnen stiegen im Jahre 1995 erstmals in die damals zweitklassige Regionalliga West auf, mussten aber nach einem Jahr in die Verbandsliga Niederrhein zurückkehren. 1998 gewann die Mannschaft den Niederrheinpokal und qualifizierte sich damit für den DFB-Pokalwettbewerb. In der ersten Runde unterlagen die Garatherinnen dem TuS Köln rrh. mit 1:4. Im Jahre 2000 gelang der erneute Aufstieg in die Regionalliga. Trotz Platz fünf wurde die Mannschaft am Saisonende zurückgezogen. 2004 stiegen die Garatherinnen zum dritten Mal in die Regionalliga auf. Nach zwei Jahren folgte der Abstieg als abgeschlagener Tabellenletzter. Gemeinsam mit dem FC Oeding hält der Verein den Rekord mit den meisten Niederlagen. Beide Teams verloren in einer Saison 21 von 22 Spielen.  In der Saison 2016/17 spielt die Frauen-Mannschaft in der Kreisliga. Bekannteste ehemalige Fußballspielerin des Vereins ist Inka Grings. Diese spielte bis 2012 in der Frauennationalmannschaft und gewann mit dieser zweimal die Weltmeisterschaft. Die Männermannschaft des Garather SV spielt in der Kreisliga B.

#### Erfolge
- Niederrheinmeister: 1994/95, 1999/00, sowie Vizemeisterschaft und Aufstieg: 2003/04
- Niederrheinpokalsieger: 1997/1998, sowie Finalist: 1999/2000, 2003/2004

### Judo
Mit Alexandra Schreiber stellte der Garather SV eine erfolgreiche Judoka. Sie wurde im Jahre 1987 Weltmeisterin und zweimal Europameisterin in der Klasse bis 66 Kilogramm.

## Persönlichkeiten
| - Ihlas Bebou - Nathalie Bock - Inka Grings - Melanie Hoffmann | - Mohammed Lartey - Babacar M’Bengue - Désirée Sesek - Shelley Thompson |